# Róa
Róa è un singolo del duo musicale islandese Væb, pubblicato il 17 gennaio 2025.

## Promozione

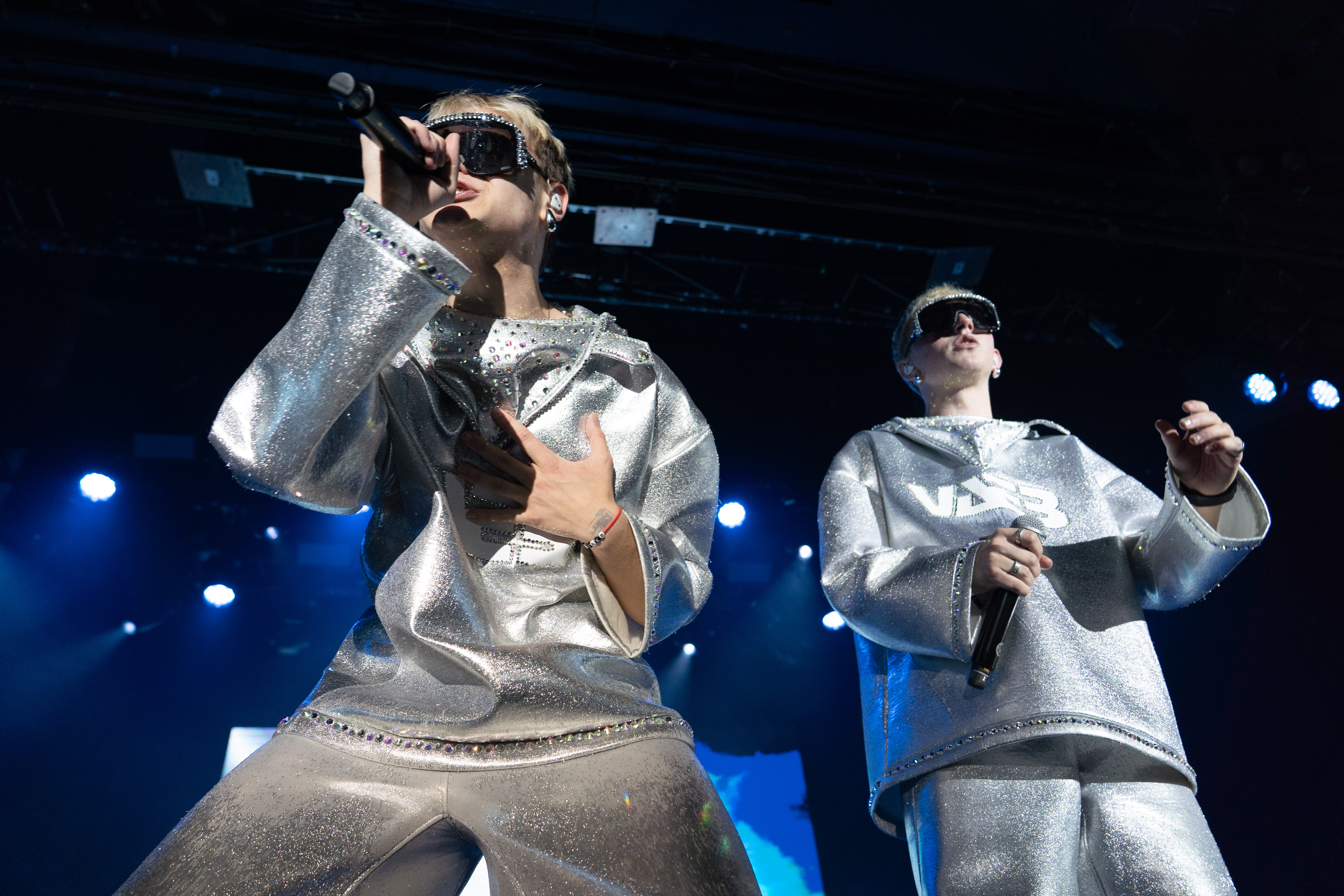
Il duo mentre si esibisce sulle note di Róa al PrePartyES di Madrid, 19 aprile 2025

Il brano eurodance e folktronica è stato registrato in islandese ed è stato inviato all'emittente radiotelevisiva islandese RÚV come proposta per il Söngvakeppnin, l'evento atto a selezionare il partecipante nazionale all'Eurovision Song Contest 2025 a Basilea, in Svizzera.
Il 17 gennaio 2025 Róa è stato annunciato come uno dei dieci concorrenti alla competizione. L'8 febbraio seguente Róa è riuscito a superare la fase delle semifinali, riuscendo in questo modo ad accedere alla finale due settimane più tardi. Alla finale dell'evento Róa è risultato quello col maggior numero di voti ricevuti dalla giuria e da casa, venendo così incoronato vincitore e rappresentante islandese sul palco eurovisivo a Basilea.
Il 13 maggio il duo si è esibito per primo durante la prima semifinale, tenutasi al St. Jakobshalle di Basilea, aggiudicandosi un posto alla finale. Il 17 maggio l'hanno eseguita nuovamente in occasione della finale, ottenendo zero punti dalle giurie e 33 dal televoto, classificandosi penultimi al 25° posto.

## Video musicale
Il video, diretto da Gunnar Gunnarsson, è stato reso disponibile il 7 febbraio 2025 attraverso il canale YouTube del duo.

## Tracce
Testi di Hálfdán Helgi Matthíasson, Ingi Þór Garðarsson e Matthías Davíð Matthíasson, musiche di Gunnar Björn Gunnarsson, Hálfdán Helgi Matthíasson, Ingi Þór Garðarsson e Matthías Davíð Matthíasson.
Download digitale, streaming
1. Róa – 2:42

Download digitale, streaming – Axmo Remix
1. Róa (Axmo Remix) – 2:47

## Formazione
- Væb – voci
- Ingi Bauer – produzione

## Classifiche
| Classifica (2025) | Posizione massima |
| ----------------- | ----------------- |
| Austria           | 40                |
| Finlandia         | 21                |
| Grecia            | 76                |
| Islanda           | 1                 |
| Lituania          | 28                |
| Norvegia          | 50                |
| Paesi Bassi       | 57                |
| Svezia            | 9                 |
| Svizzera          | 12                |